# Fysikcentrum Göteborg

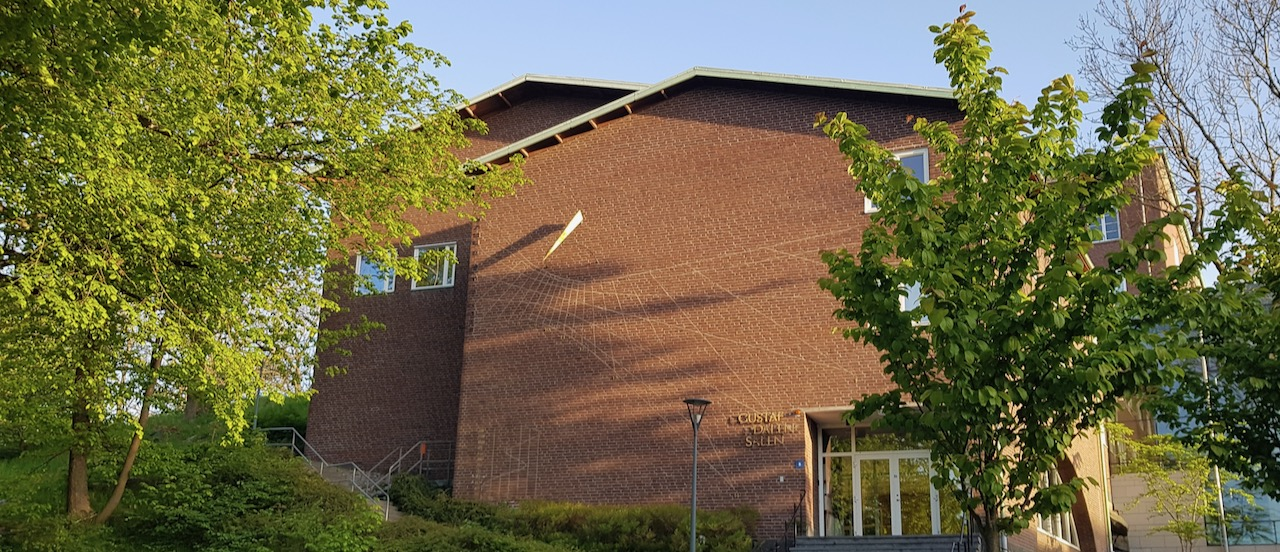
Solur på väggen utanför Gustav Dalén-salen, Fysikcentrum Göteborg

Fysikcentrum Göteborg samlar utåtriktad verksamhet vid fysikinstitutionerna vid Chalmers Tekniska Högskola och Göteborgs universitet samt även Rymd-, geo- och miljövetenskap och Mikroteknologi och nanovetenskap vid Chalmers. Bland de gemensamma aktiviteterna märks Fysiklek. och Göteborgs Lise Meitner-pris. 